# Papa ou Maman (série télévisée)
Pour les articles homonymes, voir Papa ou Maman (homonymie).
Papa ou maman est une série télévisée française en 6 épisodes, créée par Matthieu Delaporte et Alexandre de La Patellière, diffusée du 6 décembre 2018 au 20 décembre 2018 sur M6. Il s'agit d'un développement du long métrage Papa ou Maman.

## Synopsis
César et Isabelle Mendès ont trois enfants et l'envie de vivre ensemble n'est plus là. Les tribulations du divorce amèneront leurs enfants à prendre leur propre avocat pour gérer des parents qui ne sont pas à une excentricité près !

## Fiche technique
- Titre français : Papa ou maman
- Réalisation : Frédéric Balekdjian
- Scénario : Matthieu Delaporte, Alexandre de La Patellière, Eliane Montane
- Sociétés de production : EndemolShine France, en coproduction avec M6
- Pays de production :  France
- Langue originale : français
- Durée : 52 minutes
- Diffusion :
  - France : depuis le 6 décembre 2018 sur M6

## Distribution
- Florent Peyre : César Mendes
- Émilie Caen : Isabelle Mendes, née Desailly
- Eye Haïdara : Tania, la meilleure amie d'Isabelle
- Marie Narbonne : Paula Mendes
- Nicolas Decroly : Matéo Mendes
- Charlie Paulet : Lili Mendes
- Fanny Cottençon : Danielle Desailly, la mère d'Isabelle
- Jean-Henri Compère : Charles Desailly, le père d'Isabelle
- Sébastien Pierre : Bernardo Mendes, le frère de César
- Catarina Avelar : Maria Mendes, la mère de César
- Ben Riga : Madame Moisan, la voisine des Mendes
- Martin Swabey : Valin, le nouvel employeur d'Isabelle
- Philippe Résimont : le maire
- Jérémy Gillet : Fortet, le camarade de classe de Paula
- Serge Larivière : Michaud
- Olivier Massart : Patron Tania
- Charlie Dupont : un des prétendants d'Isabelle (épisode 4)

## Épisodes
La série est composée de six épisodes pour la première saison.

### Saison 1

#### Épisode 1:On ne divorce pas chez les Mendes!
- France : 6 décembre 2018 sur M6

- France :

#### Épisode 2:Y'a pas mort d'homme!
- France : 6 décembre 2018 sur M6

- France :

#### Épisode 3:Genre, t'as un mec...
- France : 13 décembre 2018 sur M6

- France :

#### Épisode 4:Perdus dans le bucolique...
- France : 13 décembre 2018 sur M6

- France :

#### Épisode 5:La Guerre du pas cool
- France : 20 décembre 2018 sur M6

- France :

#### Épisode 6:Sinon je te pulvérise
- France : 20 décembre 2018 sur M6

- France :

### Audiences
Les deux premières épisodes de la série ont rassemblé 2,34 millions de téléspectateurs dont 10,7 % en PDA, selon Médiamétrie.
| Épisode | Date de diffusion | Téléspectateurs | PDA    | Références |
| ------- | ----------------- | --------------- | ------ | ---------- |
| 1       | 6 décembre 2018   | 2 340 000       | 10,7 % | [ 1 ]      |
| 2       | 6 décembre 2018   | 2 340 000       | 10,7 % | [ 1 ]      |
| 3       | 13 décembre 2018  | 1 770 000       | 8,1 %  | [ 2 ]      |
| 4       | 13 décembre 2018  | 1 770 000       | 8,1 %  | [ 2 ]      |
| 5       | 20 décembre 2018  | 1 631 000       | 6,8 %  | [ 3 ]      |
| 6       | 20 décembre 2018  | 1 631 000       | 6,8 %  | [ 3 ]      |

- Meilleur audience de la série
- Meilleure PDA de la série